# Christian Rivers
Christian Rivers é um especialista em efeitos visuais neozelandês. Venceu o Oscar de melhores efeitos visuais na edição de 2006 por King Kong, ao lado de Brian Van't Hul, Richard Taylor e Joe Letteri.